# Maiden (Caroline du Nord)
Pour les articles homonymes, voir Maiden.
Maiden est une localité située dans le comté de Catawba et dans le Comté de Lincoln en Caroline du Nord.
La population était de 3 310 habitants en 2010.
L'observatoire astronomique Miller (en) y a été construit en 1976.
C'est à proximité de Maiden qu'Apple a construit un de ses plus grands centres de données en 2009.

## Démographie
| 1890 | 1900 | 1910 | 1920  | 1930  | 1940  |
| ---- | ---- | ---- | ----- | ----- | ----- |
| 264  | 614  | 664  | 1 266 | 1 628 | 1 803 |

| 1950  | 1960  | 1970  | 1980  | 1990  | 2000  |
| ----- | ----- | ----- | ----- | ----- | ----- |
| 1 952 | 2 039 | 2 416 | 2 574 | 2 574 | 3 282 |

| 2010  | - | - | - | - | - |
| ----- | - | - | - | - | - |
| 3 310 | - | - | - | - | - |